# Sturnus
Sturnus är ett släkte med fåglar i familjen starar av ordningen tättingar. Numera omfattas släktet endast av de två arterna stare (Sturnus vulgaris) och svartstare (Sturnus unicolor).

## Systematik
Vilka arter som bör placeras i släktet Sturnus har varit omdiskuterat. Traditionellt har det omfattat ett 15-tal arter med vid utbredning i Europa och Asien. Genetiska studier visar dock att de inte är varandras närmaste släktingar, där exempelvis rosenstare och amurstare är närmare besläktade med brunmajna i Acridotheres än staren. Även den afrikanska flikstaren (Creatophora cinerea) ingår i denna grupp, liksom balistaren (Leucopsar rothschildi). Detta har resulterat i att två arter i släktet inkluderats i Acridotheres och att en stor del av de övriga lyfts ut till egna släkten, enligt följande:
- Släkte Acridotheres
  - Burmamajna (Acridotheres burmannicus)
  - Vinmajna (Acridotheres leucocephalus)
  - Svartvingad majna (Acridotheres melanopterus)
- Släkte Gracupica
  - Svarthalsad stare (Gracupica nigricollis)
  - Svartvit stare (Gracupica contra)
- Släkte Pastor
  - Rosenstare (Pastor roseus)
- Släkte Agropsar
  - Amurstare (Agropsar sturninus)
  - Rödkindad stare (Agropsar philippensis)
- Släkte Sturnornis
  - Ceylonstare (Sturnornis albofrontatus)
- Släkte Spodiopsar
  - Sidenstare (Spodiopsar sericeus)
  - Gråstare (Spodiopsar cineraceus)
- Släkte Sturnia
  - Mandarinstare (Sturnia sinensis)
  - Pagodstare (Sturnia pagodarum)
  - Gråhuvad stare (Sturnia malabaricus)
  - Malabarstare (Sturnia blythii) – inkluderas ofta i gråhuvad stare
  - Andamanstare (Sturnia erythropygia)